# Hyparrhenia rufa
Hyparrhenia rufa är en gräsart som först beskrevs av Christian Gottfried Daniel Nees von Esenbeck, och fick sitt nu gällande namn av Otto Stapf. Hyparrhenia rufa ingår i släktet Hyparrhenia och familjen gräs. Utöver nominatformen finns också underarten H. r. siamensis.

## Bildgalleri

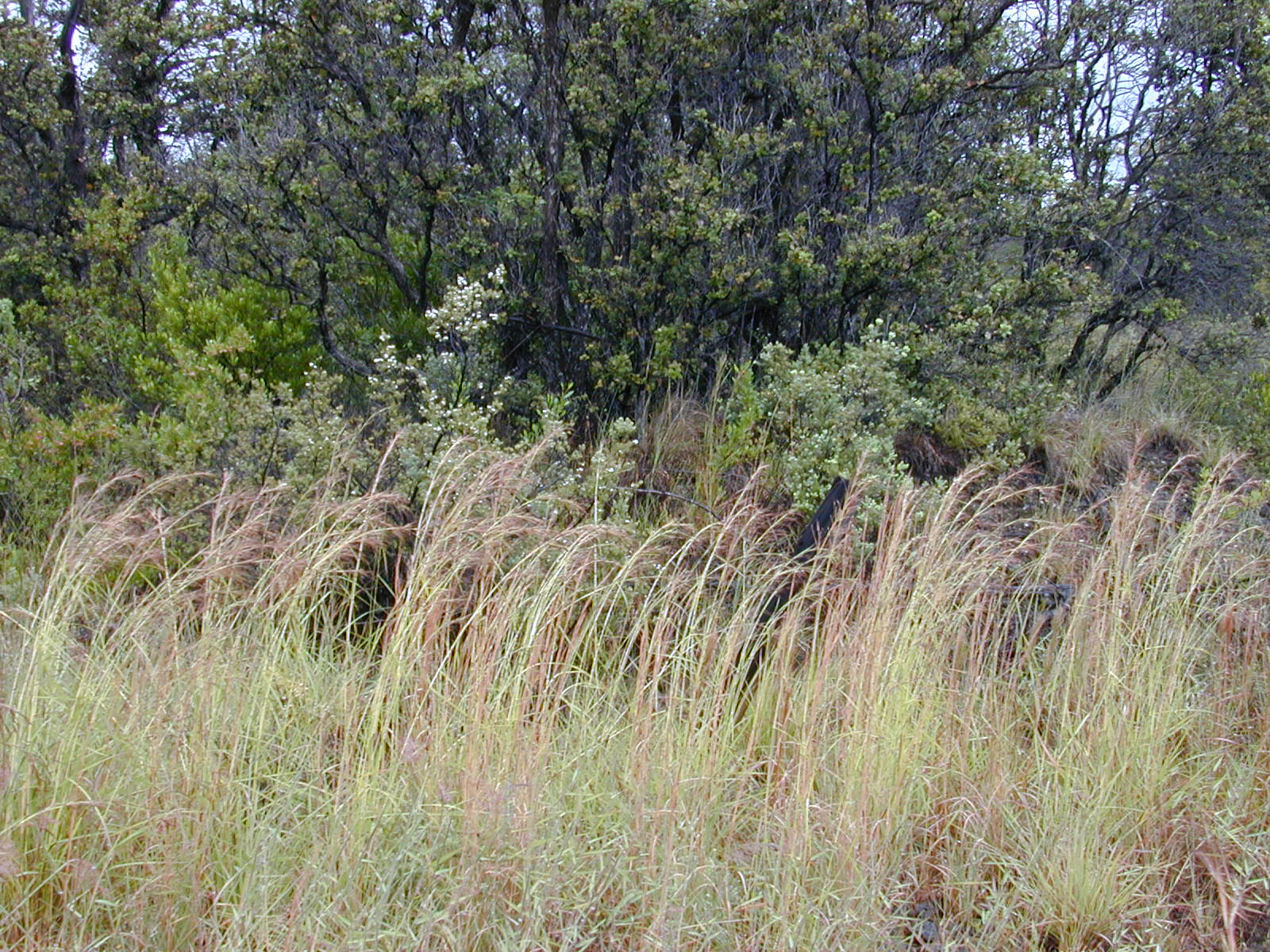
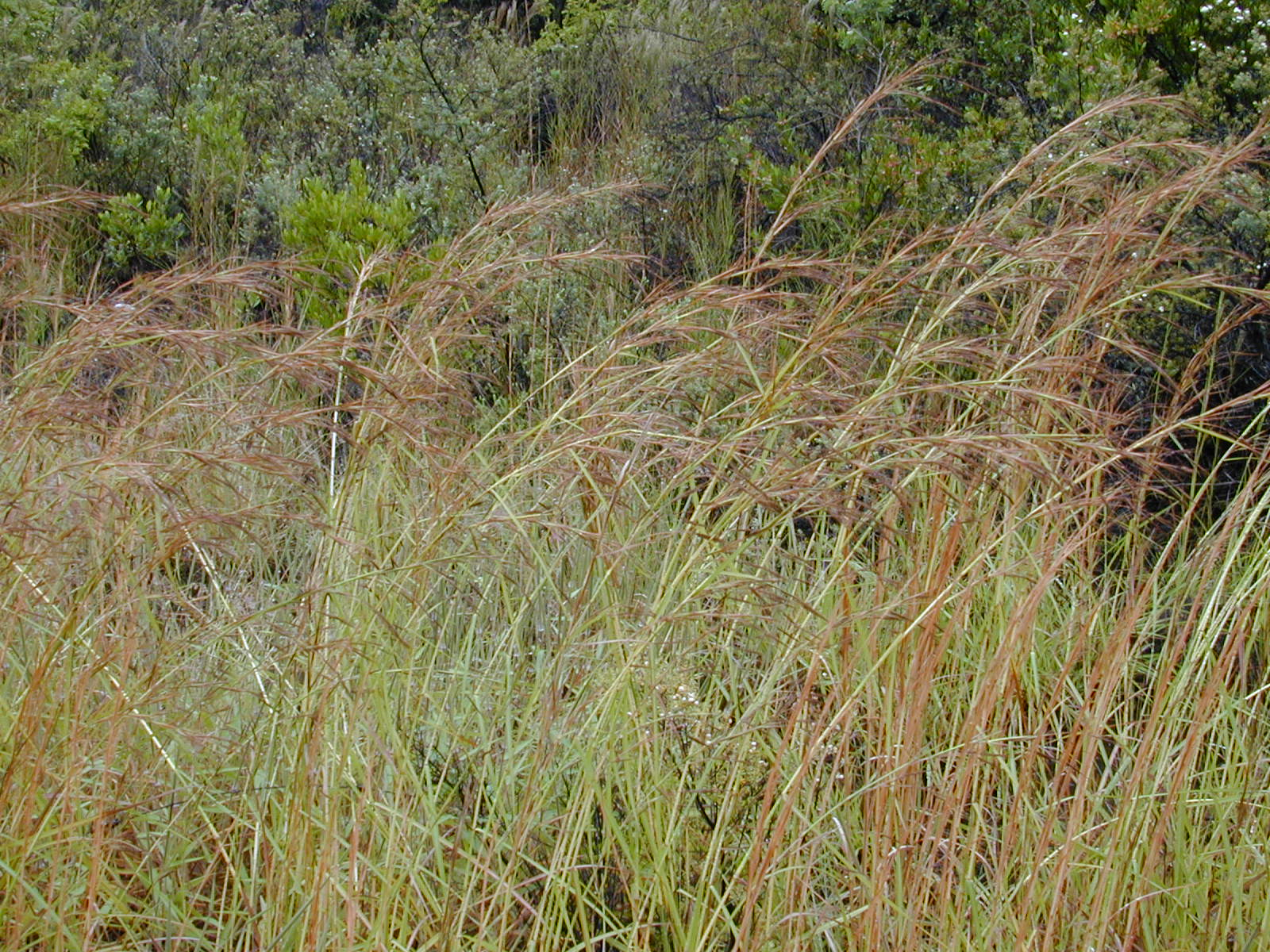
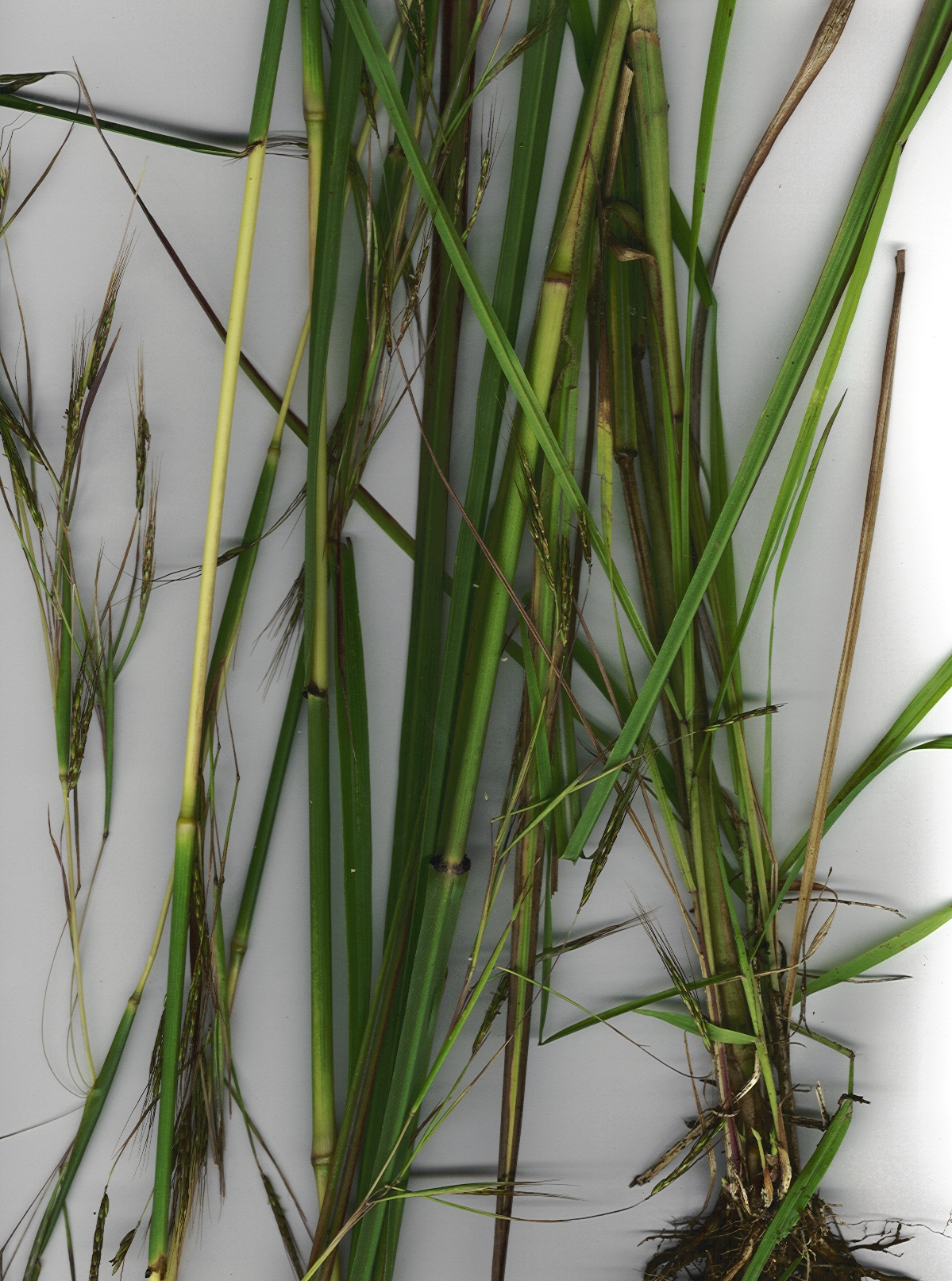
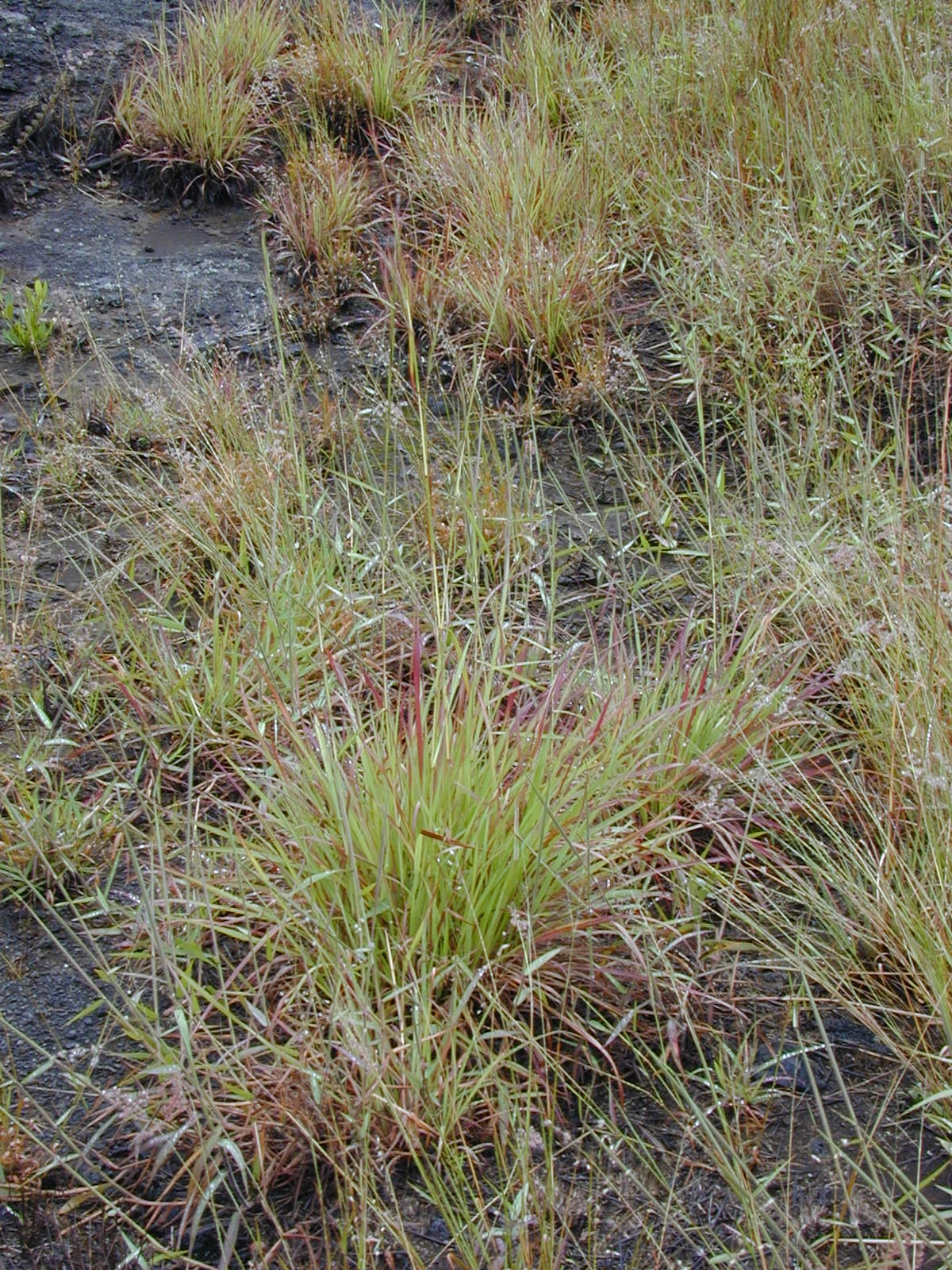